# Mocímboa da Praia
Mocímboa da Praia is een havenstad aan de Indische Oceaan in de Mozambikaanse provincie Cabo Delgado. Het is de hoofdplaats van het district Mocímboa da Praia en op 7 maart 1959 kreeg het de status van vila. De stad is de laatste grotere plaats voor de grens met Tanzania.
Nabij de stad bevindt zich een vliegveld met een 2000 meter lange verharde landingsbaan.

## Jihadistisch geweld
Sinds 2017 lijdt Mocímboa onder jihadistisch geweld gepleegd door leden van de groepering Ahlu Sunnah Wa-Jama. Op 5 oktober 2017 werden drie politiebureaus in Mocímboa da Praia aangevallen door dertig jihadisten. Op 23 maart 2020 vielen islamitische strijders de stad binnen. De terroristen bezetten en vernielden overheidsgebouwen, beroofden banken en barricadeerden wegen. Na één dag vertrokken de terroristen en lieten een spoor van vernieling achter.
Na een aanval die op 5 augustus 2020 begon veroverden de jihadisten op 11 augustus opnieuw Mocímboa da Praia. De regeringstroepen hadden onvoldoende munitie om door te vechten en ontvluchtten per boot het gebied. Bij de gevechten kwamen 55 regeringsmilitairen om en raakten 90 gewond. Veel inwoners ontvluchtten de stad. De jihadisten hebben er de sharia ingevoerd.